# Papiro 35
Il Papiro 35 ({\displaystyle {\mathfrak {p}}}35) è uno dei più antichi manoscritti esistenti del Nuovo Testamento, datato paleograficamente agli inizi del IV secolo. È scritto in greco.

## Contenuto del papiro
{\displaystyle {\mathfrak {p}}}35 contiene una piccola parte del Vangelo secondo Matteo (25,12-15.20-23).
È attualmente ospitato presso la Biblioteca Medicea Laurenziana (PSI 1) in Firenze.
Il testo del codice è rappresentativo del tipo testuale alessandrino. Kurt Aland lo ha collocato nella Categoria I.